# Baegunsan (Jeolla do Sul)
Baegunsan é uma montanha localizada na província de Jeolla do Sul, na Coreia do Sul. Sua área se estende através da cidade de Gwangyang. Baegunsan possui uma elevação de 1.218 metros.